# Aerolínea del Estado Mexicano
Mexicana de Aviación (Aerolínea del Estado Mexicano, S.A. de C.V.), formalmente parte do Grupo Aeroportuario, Ferroviário, de Serviços Auxiliares e Conexos Olmeca-Maya-Mexica S.A. de C.V., é uma companhia aérea mexicana de origem estatal criada em 18 de maio de 2023.

## História
Em 18 de maio de 2023, foi publicada no Diário Oficial da Federação a criação da empresa "Aerolínea del Estado Mexicano, S.A. de C.V.", que tinha como objetivo "promover, explorar e prestar o serviço público de transporte aéreo regular nacional e internacional de passageiros, carga, correio ou uma combinação destes, por conta própria ou por meio de pessoas públicas ou privadas." A companhia aérea ficaria sob a responsabilidade da Secretaria de Defesa Nacional e teria sua base de operações no Aeroporto Internacional Felipe Ángeles.
No entanto, devido ao amparo apresentado pelos ex-trabalhadores da Mexicana de Aviación para a venda da marca, o presidente López Obrador teria solicitado à SEDENA em 9 de junho o registro da marca. Essa informação foi compartilhada durante a conferência matutina de 5 de julho, argumentando "a dificuldade de adquirir a marca 'Mexicana' " devido ao amparo apresentado pelos trabalhadores e que não convinha ao seu governo "comprar uma marca que está em litígio."
A empresa operará sob o nome comercial Mexicana de Aviación depois que o governo mexicano finalizou a transferência de direitos sobre as marcas e ativos da companhia aérea em 9 de agosto de 2023.

## Operações
A nova companhia aérea Mexicana de Aviación iniciou suas operações em 26 de dezembro de 2023, com uma frota de 5 aeronaves.